# Arséniure d'indium
L'arséniure d'indium, InAs, est un semi-conducteur composite de type III-V, composé d'arsenic et d'indium. Il a l'apparence d'un cristal cubique, gris, avec un point de fusion de 942 °C. L'arséniure d'indium est assez similaire à l'arséniure de gallium. Ses propriétés en sont assez proches, et comme celui-ci, il possède un gap direct. Il possède l'une des plus importantes mobilités d'électron parmi les semi-conducteurs, et son gap est l'un des plus petits. Il est toxique et dangereux pour l'environnement.
L'arséniure d'indium est parfois utilisé en combinaison avec le phosphure d'indium (InP). Les alliages avec l'arséniure de gallium (GaAs) forment un semi-conducteur ternaire, l'arséniure d'indium-gallium (InGaAs), dont le gap dépend du ratio In/Ga.
La différence de paramètre de maille entre l'arséniure d'indium et le phosphure d'indium ou l'arséniure de gallium est cependant suffisante pour former des boîtes quantiques (quantum dots) : lors du dépôt d'une monocouche d'InAs sur un substrat d'InP ou de GaAs, en raison des tensions qui se forment à cause de cette différence de paramètre de maille, l'arséniure d'indium se réorganise en « nano-îles » formant à la surface d'InP ou de GaAs des boîtes quantiques. Il est également possible de former des boîtes quantiques dans l'arséniure d'indium-gallium ou dans l'arséniure d'aluminium-gallium.

## Cristallographie
Comme l'arséniure de gallium et la plupart des semi-conducteurs binaires, l'arséniure d'indium a une structure cristallographique de type « blende ».

## Applications
De par sa forte mobilité en électrons et de son gap réduit, il est souvent utilisé en opto-électronique dans la gamme des rayonnements infrarouges et longueurs d'onde supérieures. Les propriétés optoélectroniques et les vibrations phononiques sont légèrement modifiées sous l'effet de la température dans la gamme de 0 K à 500 K, alors que le changement est très important sous l'effet de la pression, par exemple l'InAs converti d'un semi-conducteur à bande interdite directe en un semi-conducteur à bande interdite indirecte.
Il est très souvent utilisé comme source de radiation térahertz car c'est un fort émetteur photo-Dember (en). L'arséniure d'indium est aussi utilisé pour la fabrication de diodes laser.

### Détecteur infrarouge
L'arséniure d'indium est utilisé dans la fabrication de détecteurs infrarouges pour une longueur d'onde comprise entre 1 et 3,8 μm. Ces détecteurs sont souvent sous la forme de photodiodes, mais dans les derniers développements, l'arséniure d'indium est aussi utilisé dans les photodétecteurs infrarouge à puits quantiques (QWIPs) et les photodétecteurs infrarouges à boîtes quantiques (QDIPs). Si leurs performances, notamment en termes de bruit, sont meilleures refroidies à des températures cryogéniques, les détecteurs à base d'InAs fonctionnent aussi à haute puissance à température ambiante.